# As Time Flies By
As Time Flies By är Merrylands första och enda EP, utgiven 1993 på Burning Heart Records. Låten "Juniper Moon" inkluderades även på samlingsskivan Cheap Shots Vol. 1 (1995).

## Låtlista
1. "As Time Flies By"
2. "Circles in the Air"
3. "Every Million Hour"
4. "Juniper Moon"

### Fotnoter
1. ↑  ”As Time Flies By”. Discogs.com. http://www.discogs.com/Merryland-As-Time-Flies-By/release/3488035. Läst 27 mars 2012.
2. ↑  ”Cheap Shots Vol. 1”. Discogs.com. http://www.discogs.com/Various-Cheap-Shots/release/369119. Läst 27 mars 2012.